# Naturschutzgebiet Ostpeene
Koordinaten: 53° 40′ 59,8″ N, 12° 47′ 26,1″ O

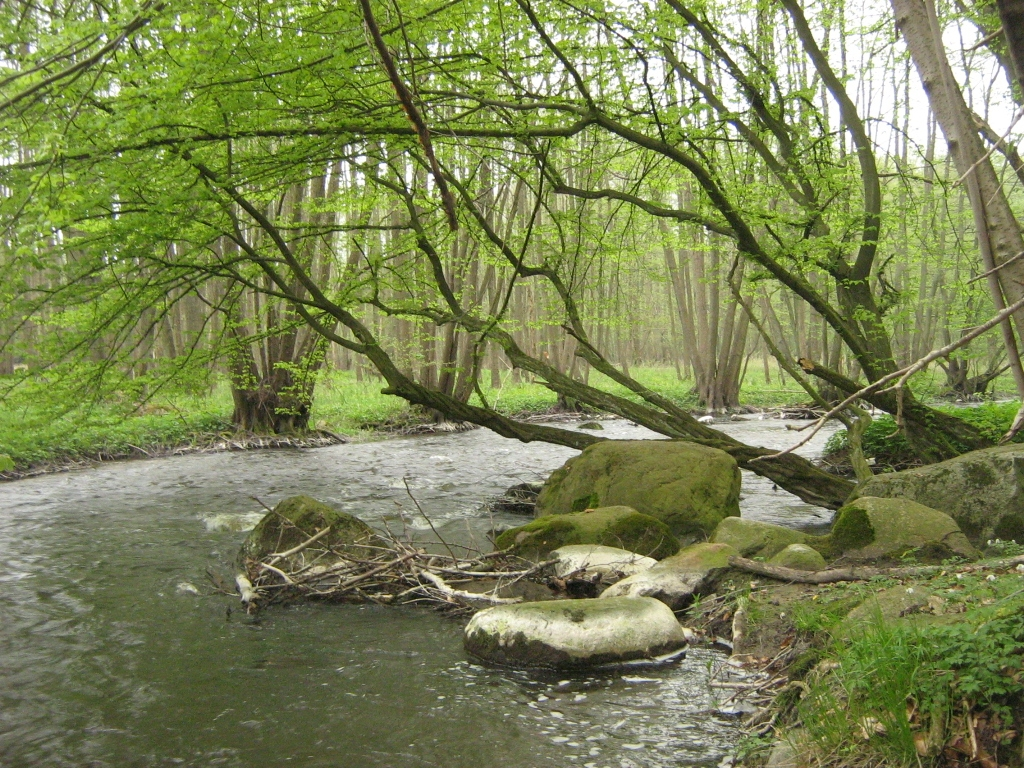
Ostpeene

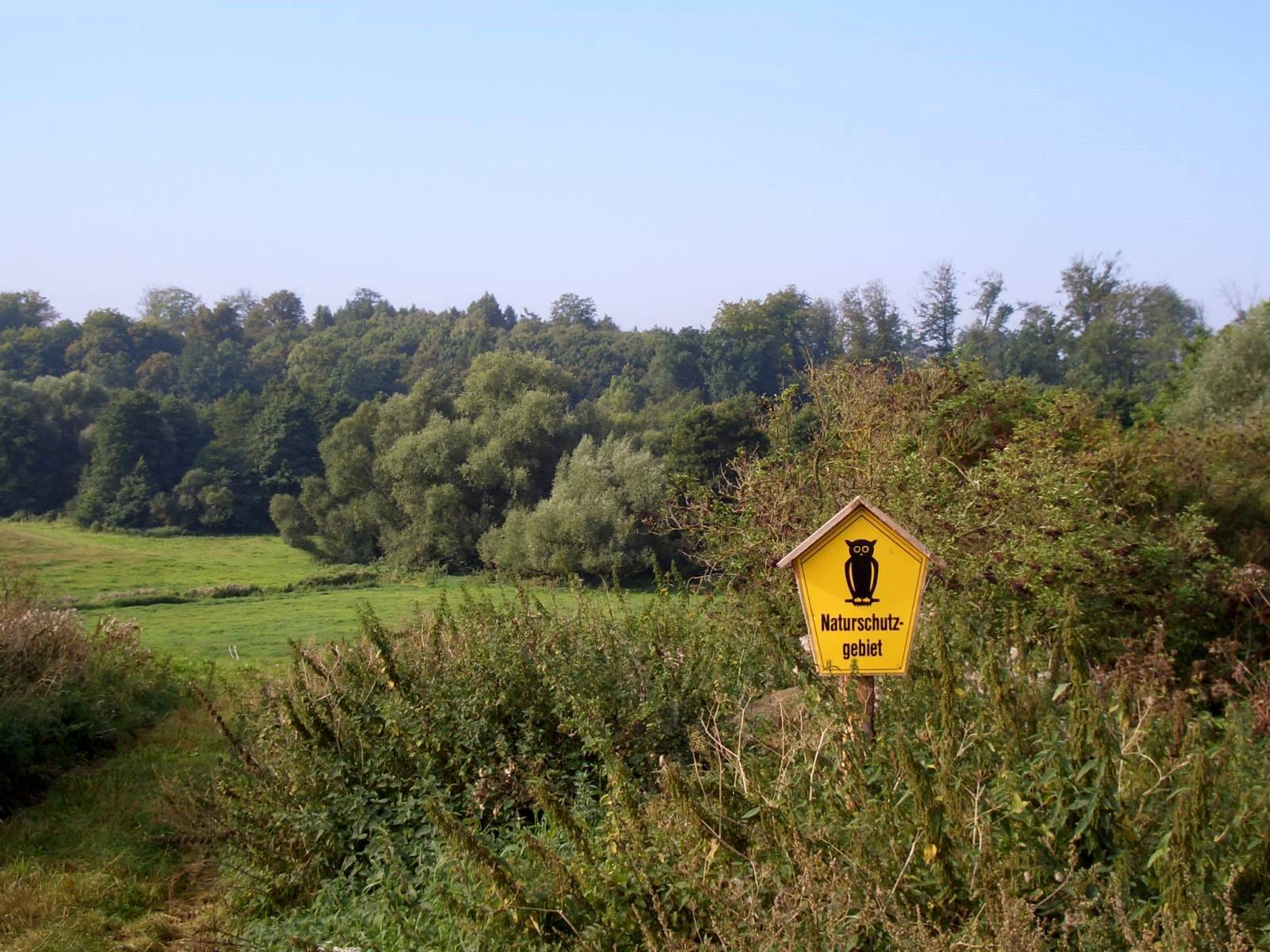
Blick von Norden in das Gebiet

Das Naturschutzgebiet Ostpeene ist ein Naturschutzgebiet in Mecklenburg-Vorpommern südlich von Malchin, welches am 30. März 1989 unter Schutz gestellt und im Jahr 1997 erweitert wurde. Es umfasst einen Ausschnitt der Ostpeene, der sich zwischen Peenhäuser und Pinnow durch ein bewaldetes Tal zieht. Wiesen in Talrandbereichen dienen als Rinderweide. 
Der Gebietszustand wird als gut eingeschätzt, wobei Nährstoffeinträge aus benachbarten landwirtschaftlichen Flächen zu Beeinträchtigungen führen. Die Waldflächen werden ohne Einschränkung forstlich genutzt. Das landschaftlich reizvolle Gebiet kann auf einem Wanderweg begangen werden.

## Geschichte
Die Ostpeene entstand als Erosionstal in der letzten Eiszeit. Sie hat sich bis zu 20 Meter in die umliegende Grundmoräne eingeschnitten. Grundwasserschichten wurden offengelegt und treten als Quellbereiche aus. Durch ihr starkes Gefälle wurde die Ostpeene seit dem Mittelalter durch Wassermühlen genutzt. Eine Gedenktafel erinnert heute mitten im Schutzgebiet an eine ehemalige Wassermühle. Eine weitere Mühle existiert flussabwärts bei Peenhäuser. Ursprünglich ackerbaulich genutzte Flächen fielen im Dreißigjährigen Krieg brach und bewaldeten in der Folgezeit. Die ursprünglichen Wölbäcker sind noch erkennbar. Auf der Wiebekingschen Karte aus dem Jahr 1786 existiert bereits die heutige Waldverteilung.

## Pflanzen- und Tierwelt
Hauptbaumarten im Gebiet sind Rotbuche, Schwarz-Erle und Esche. Im Frühjahr blühen Buschwindröschen, Leberblümchen und Wiesen-Primel. Die feuchten Grünländer beherbergen seltene Arten, wie Trollblume und Breitblättriges Knabenkraut. Brutvögel sind Eisvogel, Gebirgsstelze und Wasseramsel. In der Ostpeene wurden 10 Fischarten nachgewiesen, darunter Döbel, Gründling, Schmerle und Äsche. Die Wiederansiedlung der Bachforelle ist nach dem Aussetzen einzelner Tiere geglückt. Die Erdkröte sowie Moor-, Gras- und Laubfrosch kommen vor. Der Fischotter lebt im Gebiet.